# 長谷川至
長谷川 至（はせがわ とおる、1936年5月15日 - ）は、日本の実業家。ヤマハ発動機代表取締役社長、同社取締役会長、日本舟艇工業会会長などを歴任した。

## 人物・経歴
静岡県静岡市新光明寺住職の家に三男として生まれる。静岡県立静岡高等学校を経て、1960年横浜国立大学経済学部卒業。大学時代はヨット部に所属した。会計学の沼田嘉穂ゼミ出身で、大学卒業後は沼田教授の勧めでヤマハ発動機に入社し名古屋支店経理担当に配属される。
1980年ヤマハ発動機購買本部購買部長。1985年取締役マリン事業部長。1988年取締役マリン本部副本部長兼マリン営業事業部長。1990年取締役欧州本部長兼Yamaha Motor Europe N.V.社長。1997年常務取締役総務本部長兼経営企画本部長兼CCS企画推進室長兼欧州本部長。2000年専務取締役経営SG担当兼ヤマハ発動機販売監査役。
2001年からヤマハ発動機代表取締役社長を務め、設計・製造・調達の壁を取り払うなどの改革を進め、過去最高益を達成した。2005年取締役会長。2007年顧問。日本舟艇工業会会長、ヤマハ取締役なども務めた。